# Malå
Malå é uma pequena cidade da província histórica da Västerbotten.	Tem cerca de 2 089 habitantese é a sede do município de Malå, no condado da Västerbotten situado no norte da Suécia.	